# Onze-Lieve-Vrouw-van-Troost-ter-Warandekapel

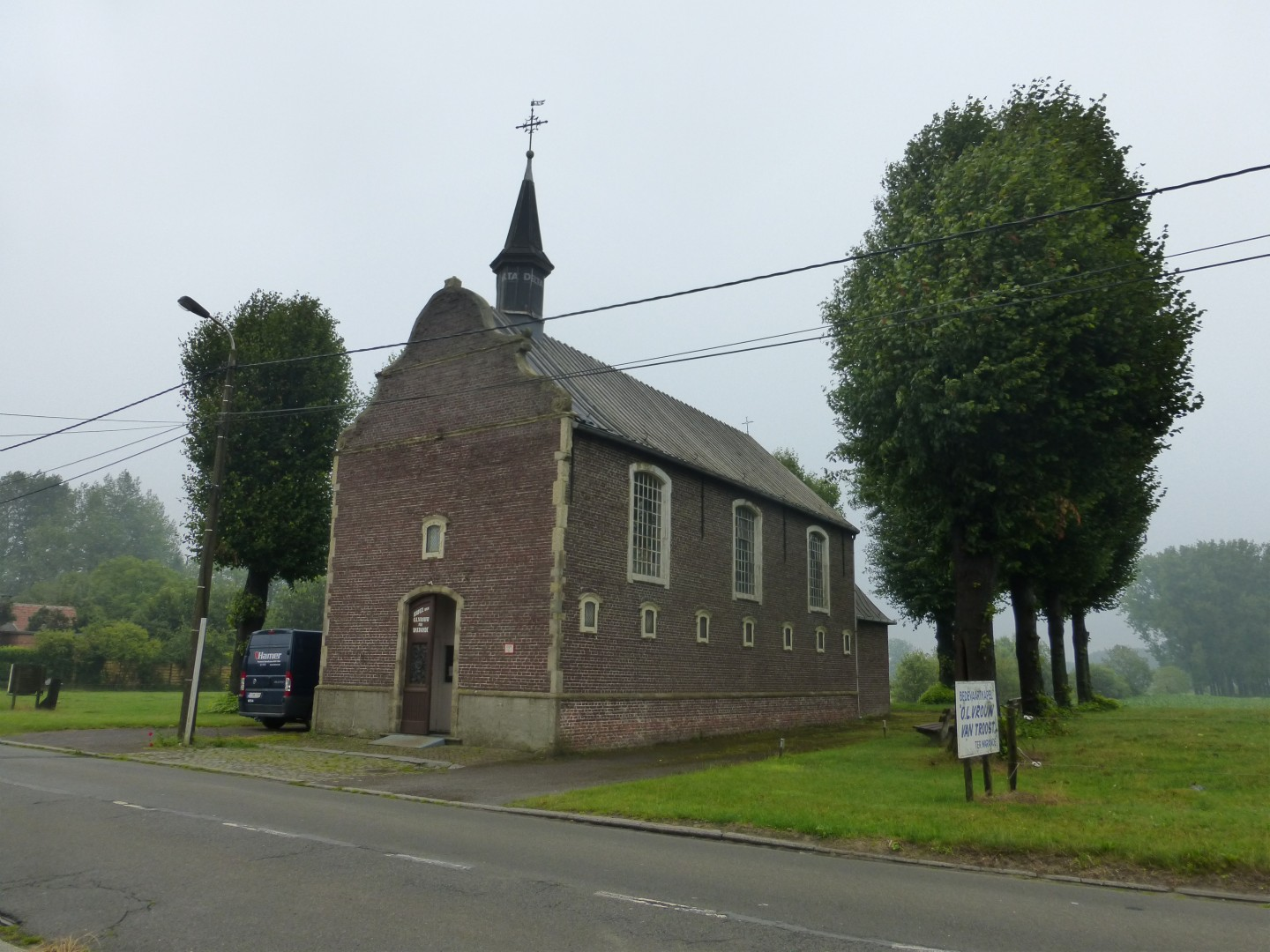

De Onze-Lieve-Vrouw van Troost ter Warandekapel is een bedevaartkapel in de tot de Oost-Vlaamse gemeente Gent behorende plaats Sint-Kruis-Winkel, gelegen aan de Winkelwarande.

## Geschiedenis
De kapel zou in de 16e eeuw gesticht zijn ter vervulling van een belofte van een Spaans officier. In 1635 werd de kapel herbouwd om in 1793 tijdens de Franse Revolutie te worden vernield. In 1816 werd de kapel hersteld, en in 1863 werd een vergrote kapel gebouwd, in neobarokke stijl. In 1887 werd onder meer een sacristie bijgebouwd.

## Gebouw
Het interieur oogt als een kerkje met driezijdig afgesloten koor en een tongewelf. De kapel wordt gedekt door een zadeldak met daarop een dakruiter. De kerk bezit een neobarok altaar en een votiefschilderij van 1754.
Merkwaardig zijn de nisjes in de zijgevels waarin zich afbeeldingen van de vijftien mysteries van den Heilige Rozenkrans bevinden.